# Asilus punctatus
Asilus punctatus là một loài ruồi trong họ Asilidae. Asilus punctatus được Macquart miêu tả năm 1834. Loài này phân bố ở vùng Cổ Bắc giới.